# Gustavo Gattareo
Gustavo Gattareo lub Gustavo Gatario (ur. 22 lutego 1982) – argentyński zapaśnik walczący w obu stylach i judoka. Piąty na igrzyskach panamerykańskich i ósmy na mistrzostwach panamerykańskich w 2007. Brązowy medalista mistrzostw Ameryki Południowej w 2013 roku. Brązowy medalista mistrzostw Argentyny w judo w 2002 i 2011 roku.